# Салинан
Салинан е Калифорнийско индианско племе, живяло по централното калифорнийско крайбрежие, главно в долината Салинас. Подразделяли се на две основни подразделения: Антониано и Мигуленьо, по името на двете основни мисии на племето. Езика им е класифициран като изолиран в подсемейство на Хоканските езици.

## Население
Според предварителни оценки преди контакта с белите наброяват около 3000 души. През 1910 г. са регистрирани само 16 техни потомци. При преброяването през 1930 г. са обявени за изчезнали, но днес племето се е възстановило и е в процес на кандидатстване за федерално признаване.

## Култура
Живели на малки групички без централизирана власт главно от лов и събирачество. Основна храна били жълъдите. Събирали още различни семена, треви, ядки и горски плодове. Ловували елени и дребни животни, както и различни видове гущери, змии и жаби. Основно жилище е куполообразна колиба от клони покрита с тръстика или туле. Мъжете носели малко или никакви дрехи, а жените само престилки от заешка или видрова кожа.

## История
Малко е известно за това племе преди идването на белите. През 1771 г. испанците построяват първата мисия в земите им, Сан Антонио де Падуа, която до 1790 г. става най-голямата мисия в Калифорния. През 1797 г. е построена втората мисия, Сан Мигел, която също се разширява бързо. Под постоянния натиск повечето салинан се отказват от стария начин на живот и започват нов в мисиите. Северните групи на племето започват да се свързват с първата мисия, а южните с мисията Сан Мигел. До 1880 г. повечето хора от племето вече са разпръснати като работници из големите ферми в региона. Днес салинан няма резерват или свои земи. Потомците им живеят в долината Салинас между Монтерей и Пасо Робле.